# Rick Grimes
Rick Grimes es un personaje ficticio y protagonista del cómic The Walking Dead y de la serie de televisión homónima interpretado por Andrew Lincoln. Creado por el escritor Robert Kirkman y el artista Tony Moore, el personaje aparece desde el primer episodio del cómic como de la serie.
Rick Grimes es un sheriff adjunto de una pequeña localidad estadounidense y que tiene como esposa a Lori, con un hijo en común llamado Carl. Un día se despierta de un coma y descubre que el mundo ha sido invadido por zombis, ello provoca que Rick tenga que luchar permanentemente por sobrevivir.
En el cómic, Rick es uno de los supervivientes más antiguos, seguido muy de cerca de su hijo Carl, Andrea, la hija de Carol llamada Sophia, y la que es su madre de alquiler, Maggie. Mientras que en la serie de televisión, Rick y Carl también son los más antiguos pero seguidos de Glenn, Carol y Daryl.
Rick Grimes es descrito como un hombre común que hace especial hincapié en los códigos y valores morales. Andrew Lincoln obtuvo el papel en abril de 2010, y Robert Kirkman dijo al respecto que «[Andrew] ha sido un hallazgo increíble». Para su preparación, el actor buscó inspiración en el papel que interpretó Gary Cooper en la película western High Noon (Sólo ante el peligro) (1952).

## Historia

### El Inicio (2004-2005)
Antes del apocalipsis zombi, Rick era el sheriff de la pequeña ciudad de Cynthiana (Kentucky). Un día, Rick y su compañero Shane Walsh se ven envueltos en la persecución de un prófugo que al final acaba en tiroteo. Rick es herido y entra en coma, despertando al cabo de unos cuantos meses y sin entender lo que ha pasado en el mundo, abandona el hospital para dirigirse a lo que fue su casa y se la encuentra sin nadie dentro. Instantes después es confundido con un zombi y golpeado en la cabeza con una pala por Duane Jones. Tras volver en sí, el padre de Duane, llamado Morgan, informa a Rick sobre lo acontecido durante su coma. Entonces comienza la búsqueda de su esposa e hijo y se dirige a Atlanta, donde cree que es donde han ido, ya que sus suegros, los padres de Lori, viven allí, no sin antes proporcionar a Morgan y su hijo un coche patrulla y armas de la comisaría para su protección.
Rick se queda sin gasolina y se detiene en una granja donde encuentra a los propietarios en el interior que se han suicidado. Poco después, Rick encuentra un caballo que estaba resguardado en el granero de la misma granja con el que retoma el viaje hacia Atlanta. Cuando llega al interior de la ciudad, es rodeado por un numeroso grupo de muertos vivientes que logra tumbar al caballo y devorarlo. Rick aprovecha la distracción de la horda con el animal que está siendo devorado para esconderse en un callejón, donde un sobreviviente llamado Glenn lo salva de una muerte segura orientándolo a un centro comercial en donde logran huir. Lo lleva a un campamento donde Rick se reunió con su esposa Lori, su hijo Carl y con Shane.
La tensión entre Rick y Shane comienza debido a la disputa por el liderazgo del grupo y el afecto de Lori se desborda en una confrontación en la que termina Carl disparando a Shane para proteger a su padre. Posteriormente el campamento no fue totalmente seguro ya que el lugar en donde estaban refugiados resultó ser invadido por una horda de zombis en la que mueren varios miembros del grupo, poco después Rick lidera el grupo fuera de Atlanta, tratando de encontrar un refugio seguro de los muertos vivientes, en una anticipación de buscar un lugar seguro en el Wiltshire Estates fue totalmente frustrante ya que en dicho lugar estaba totalmente infestado de muertos vivientes, lo que resulta una muerte más de uno de los suyos, en donde muere Donna la esposa de Ben. Lori Grimes, la esposa de Rick, vergonzosamente le admite a Rick que está embarazada presumiblemente al parecer el bebe es de Shane, pero Rick planea cuidar de él. En una búsqueda por un lugar seguro Carl Grimes, el hijo de Rick, recibe un disparo en la espalda por un hombre llamado Otis, quien escolta a Rick y otro sobreviviente, Tyreese, un miembro recientemente se unió de grupo de Rick a la granja de Hershel Greene y su familia.
El grupo se queda allí por un breve período de tiempo antes de que Rick se mantiene a punta de pistola por Hershel y obligado a mudarse. Mientras que en el camino otra vez, otros dos miembros de los sobrevivientes descubren una prisión, donde cada uno busca refugio y se instalan y allí conocieron al granjero Hershel y a su extensa familia, aunque al grupo le fue permitido quedarse en la granja por un tiempo, tras un incidente con algunos zombis que estaban encerrados en el granero en donde mataron a todos los zombis (incluyendo uno de los hijos de Hershel Shawn Greene) en donde también muere Lacey una de las hijas de Hershel y en especial la revelación del romance que Glenn mantenía con una de las hijas de Hershel Maggie Greene, Rick y su gente fueron obligados a irse y volvieron al carretera una vez más, aunque no todo resultó perdido ya que al poco tiempo encontraron una gigantesca prisión abandonada que bautizaron como lo que sería su nuevo hogar.

### La prisión (2005-2008)
Rick y el grupo se establecen en una prisión en donde se encuentran los ex-reclusos que no habían logrado escapar. Rick y Dale pronto deciden que lo mejor es tener a tantas personas como sea posible a su nuevo asentamiento, y decide convencer a Hershel y su familia a abandonar la granja y unirse a él en la prisión, ya que este considera que la granja no es un lugar seguro. El concepto del grupo de la prisión de ser un refugio seguro disminuye rápidamente cuando Rick y Tyreese encuentran a la hija de Tyreese, Julie, muerta a tiros en un pacto suicida fallido con su novio, Julie se reanima sorprendentemente como una zombi, que hace que la revelación de que todo el mundo está infectado con el virus misterioso, así seas mordido(a) o no. Después de este evento, los reclusos tratan de asimilar con el grupo de Rick con resultados mayormente desastrosos, esto lleva a Rick en su primer asesinato, el del recluso Dexter, durante un conflicto armado con los otros reclusos, semanas después de su conflicto con los presos, Rick, Glenn conocen a una misteriosa mujer llamada Michonne quien tiene grandes habilidades en el uso de la katana y los tres se percatan de un helicóptero que se estrelló en las cercanías, que los lleva a la ciudad de Woodbury, Georgía. En la ciudad se encuentran con un hombre llamado El Gobernador, quien lidera Woodbury por extrema manipulación, astucia y crueldad. Los tres se dejan engañar por el Gobernador ante su pseudo-hospitalidad, como la mayoría de los habitantes de Woodbury, Rick tiene en última instancia, su mano derecha es amputada en un intento de conseguir que se revele la ubicación de la prisión.
Cuando el Gobernador ve a Rick que nunca renunciará a su familia, decide torturar tanto Glenn y a Michonne, pero una vez más no logra encontrar la ubicación de la prisión. Michonne libera a Rick y a Glenn y escapan de la ciudad con su grupo y una nueva aliada de Woodbury, Alice Warren, después de que Michonne cobra su venganza en El Gobernador quien la ultrajo torturándola logra arreglarselas y con su katana le secciona un brazo, luego un ojo y termina castrandolo, mientras se tortura y le mutila.
Rick felizmente reúne con su familia después de su cautiverio en Woodbury. Alice también comienza la actualización de Lori en su embarazo. Alice entrega a la bebé de Lori, quien la llamó "Judith Grimes". Sin embargo, su felicidad es efímera cuando el Gobernador, ahora desfigurado horriblemente, se encuentra la prisión y captura a Tyreese y Michonne, manipula a sus seguidores a creeyendo que el grupo de Rick son gente de mal vivir, durante el asalto final a la prisión, Tyreese es ejecutado en frente del grupo como un acto de fuerza para atraer al grupo fuera de la prisión y la prisión es destruida los zombis comienzan a invadirla y todos los miembros del grupo de Rick comienzan a tener pérdidas significativas, Lori y Judith son asesinadas en un intento de escapar, Hershel es asesinado por el Gobernador, Lilly Caul una de sus soldados al ver la personalidad psicópata del Gobernador lo ejecuta y arroja sus restos a los caminantes para que se lo devoren, Rick le dio órdenes a Carl de seguir avanzando y no mirar hacia atrás y finalmente padre e hijo logran escapar de la prisión a través de un masivo grupo de zombis que empezaban a invadir la morada penitencial.

### Post-Prisión (2008-2010)
Carl se enfureció con Rick, alegando las responsables de sus pérdidas. Rick también comienza a alucinar a su esposa. Los sobrevivientes del asalto la cárcel Rick, Michonne y Carl regresan a la granja de Hershel, donde se reúnen con el resto del grupo que salió de la cárcel antes del asalto. Se reúnen un nuevo grupo de supervivientes que se encuentran en una misión a Washington D. C., el sargento Abraham Ford (el líder), Eugene Porter (un hombre que dice tener conocimientos sobre la cura, pidiendo ir a DC) y Rosita Espinosa (la novia de Abraham).
En el viaje a Washington D. C., el grupo se enfrentan a muchas amenazas. Para ir a Washington D. C. seguros Rick le pide a Abraham que lo acompañe a su ciudad natal para ir en búsqueda de armas. Sin embargo el policía se va con el sargento al rumbo destinado, Carl le pide a su padre acompañarlo, pero en el camino se enfrentan a un grupo de merodeadores que los mantienen a punta de pistola, ya que uno trata de asaltar sexualmente a Carl. Rick, vencido por la rabia, muerde uno de los bandidos de la vena yugular, que distrae a los otros bandidos, Abraham dispara el bandido le sostiene a punta de pistola y Carl se encuentra como rehén pero Rick procede a apuñalar el bandido restante hasta llevarlo a la muerte. Rick más tarde se reúne con Morgan en su ciudad natal, quien ha perdido la cordura después de la muerte de su hijo. 
Rick, Abraham, Carl y Morgan se encuentran con una gran horda de zombis que los siguen de vuelta al campamento de los sobrevivientes. Más tarde, después de haber sufrido varias pérdidas, el grupo conoce a un sacerdote llamado Gabriel Stokes y luego se enfrentan un grupo de cazadores caníbales quienes capturaron y se alimentaron de Dale, el grupo logra eliminarlos sin dificultados. Dale fallece al siguiente día y tras agradecer a Rick por todo lo que ha hecho para proteger al grupo y le da la oportunidad de vivir más tiempo con Andrea, Ben y Billy.

### Alexandría (2010-2011)
En el camino a la capital, se enteran de la mentira de Eugene Porter acerca de la cura. Deciden todavía empujar a DC debido a su proximidad, y se enteran de que la capital es tan infestada al igual que las otras ciudades importantes. Sin embargo a pesar de estos contratiempos, ellos son reclutados por Aaron quien los lleva a un lugar seguro llamado Alexandria. Cada persona trata de encontrar una semblanza de la vida real, pero Rick no confía en el líder de la ciudad, el ex.congresista estadounidense Douglas Monroe. Rick pronto se convierte en la policía de la Zona Segura, tratando de mantener la paz en la ciudad, pero se vio obligado a matar a Peter Anderson, un hombre que estaba abusando de su esposa (Jessie Anderson) y su hijo (Ron Anderson) y luego asesina a Regina Monroe la esposa de Douglas, durante un intento de asesinato contra la vida de Rick, debido a esto Rick elimina a Pete.
Rick ha pasado por muchas cosas desde la prisión, comienza poco a poco de reanudar más roles de liderazgo similar hasta que finalmente Rick asume el liderazgo de la comunidad Alexandría, después Douglas pronto se encuentra perdiendo sus ganas de vivir y su posición de liderazgo se agrava como consecuencia de ello, la ciudad se convierte en un peligro después del ataque de un grupo de carroñeros y destructores que atraen a una horda de zombis en las cercanías que incumplan rápidamente murallas defensivas de la ciudad. Morgan y la nueva novia de Rick, Jessie y su hijo Ron son tres de varias bajas en la angustia de la situación, Cuando los supervivientes luchan por sus vidas, varias personas mueren y el hijo de Rick está gravemente herido por un disparo en la cabeza en donde pierde el ojo derecho.
El uso de la fuerza combinada de todos los que permanecen en la comunidad, los sobrevivientes logran defenderse de la horda de muertos vivientes y Rick atiende a Carl, cuyo estado es muy grave. Tras el ataque, Rick concluye que los zombis puede ser eliminados si los sobrevivientes poner sus diferencias a un lado y trabajar juntos, Rick menciona que esta es la primera vez en mucho tiempo que no tiene esperanza en el futuro. La mentalidad de Rick en los cambios de supervivencia y se desarrolla gradualmente una visión optimista de la comunidad y de su verdadero potencial, cuando sus amigos y todos los alexandrinos ayudan a Rick a eliminar a toda la horda zombi que invadió la comunidad, más tarde, Carl se despierta de su coma, inicialmente con menor amnesia, Rick se preocupa de que el hijo que él conocía se ha ido, ya que no muestra dolor por la pérdida de Lori, ha pasado tiempo y la relación de Rick y Andrea siguen en fianza y se vuelven muy cerca en relación con Carl en su estado de coma. Andrea desarrolla sentimientos por Rick, pero Rick se resiste por temor a lo que pueda pasar con él en caso de su muerte.

### Comunidades y el inicio de una nueva civilización (2011-2012)
Paul Monroe, un embajador de una comunidad de doscientos sobrevivientes de una colonia llamada Hilltop, visita Alexandría para iniciar una red comercial con la comunidad de Rick. Después de cierta desconfianza, Rick está de acuerdo para ir a la colonia de Hilltop y comienza la red comercial. En la colonia Hilltop, Paul Monroe admite que la colonia de Hilltop tiene enemigos, y explica de un infame ser llamado Negan, que lidera un grupo se llaman "Los Salvadores", que con frecuencia aterrorizan a la gente de la colonia de Hilltop y amenazan con dañar su comunidad si no se llevan la mitad de sus suministros.
Rick se compromete a desactivar el conflicto y los planes para la reconstrucción de la civilización, el grupo de Rick es emboscado por un grupo de bandidos llamados "Los Salvadores" después de salir de la colonia de Hilltop, el grupo de Rick reacciona ante ellos matándolos, dejando vivo a un miembro de nuevo la pandilla como una advertencia para que dejen de aterrorizar a los habitantes de Hilltop.
Rick y Andrea regresan a la zona segura para descubrir que Abraham ha sido asesinado y Eugene fue tomado de rehén, los residentes de la zona segura de Alexandría descubren que Los Salvadores se encuentran fuera de las paredes, para que puedan responder rápidamente, dándoles muerte. Rick y varios miembros, entre ellos Glenn y Maggie deciden volver a la colonia de Hilltop donde Glenn y Maggie deciden ir a vivir; poco después, Negan hace su aparición a los sobrevivientes rodeado por sus hombres, burlándose de los sobrevivientes antes de golpear brutalmente a Glenn y llevarlo a la muerte, Rick y los otros miran con horror quien termina dolido, humillado y derrotado, Rick juró vengar la muerte de su amigo pero tras regresar a la comunidad de Alexandria y al descubrir que también había sido atacada al mismo tiempo que ellos lidiaban con Negan, comprendió que la situación no era parecida a nada que hubieran visto antes y que necesitaban idear minuciosamente a todos sus pasos.

### Guerra contra Negan (2012-2014)
Rick se mantiene en conflicto con Negan y los Salvadores. Carl le revela a su padre que los Salvadores viven en una fábrica. Paul Monroe le dice a Rick que deberían ver a Ezekiel, el líder del Reino. Ezekiel, vive en una escuela secundaria, saluda a Paul Monroe y da la bienvenida a Rick a su comunidad, él se compromete a trabajar con Rick, y explica que tiene otro visitante, Dwight, un Salvador trabajando en secreto en contra Negan. Rick, inicialmente enojado con la apariencia de Dwight, con el tiempo forma una alianza con él, pero sigue siendo cauteloso de si se debe confiar Dwight o no.
Durante la guerra, la Zona Segura Alexandría, el Reino y el Santuario sufren muchas pérdidas. Rick rescata a Andrea y Carl cuando la zona segura Alexandría es bombardeada por los salvadores, Maggie adquiere liderazgo en la colonia de Hilltop, traslada a los residentes a la cumbre, donde las tres comunidades se unen. Negan llega a la Colonia Hilltop y los salvadores a comienzan romper las puertas delanteras y el enjambre de la comunidad, Rick ordena a los sobrevivientes a abrir fuego, destruyendo el camión que se estrelló contra la cumbre, matando a varios salvadores en el proceso, durante el tiroteo, Rick ordena a Nicholás y Aarón a detener a los atacantes, si bien a cubierto Rick deja sin saberlo vulnerable desde atrás. Negan, que se separa de los otros Salvadores con Dwight, encuentra a Rick a una distancia cercana y exige a Dwight que lo dispare con su ballesta infectada, Dwight muestra algunas dudas, pero es en última instancia obligado a disparar a Rick, una flecha hiere a Rick, llevándolo hacia abajo, pero las lealtades de Dwight se reveló a estar del lado de Rick, ya que no ha sucumbido a la infección.
En el último asalto las fuerzas combinadas lideradas por Rick, logran abatir gran parte de salvadores. Negan, ya casi sin hombres, se enfrenta a Rick, pero el alguacíl le corta la garganta. Negan, con las pocas fuerzas que le quedan, le quiebra la pierna derecha a Rick pero se desmaya por la pérdida de sangre, por órdenes de Rick es salvado por un médico. Este decide encarcelar a Negan, creyendo que ver el nuevo crecimiento de la civilización pudriéndose de las rejas, va a ser un dolor mayor que la muerte para él. Dwight se hace cargo como líder de los Salvadores y apoya a Rick, con lo que la guerra está finalizada.

### Posguerra (2014-2019)
Dos años más tarde, Rick y los otros han reconstruido Alexandría en un santuario de prosperidad. Él da la bienvenida a los recién llegados, Magna y su grupo, que son inicialmente cautelosos del refugio seguro, pero con el tiempo llegan a entender el funcionamiento de la comunidad. Carl le convence a su padre que le permitiera trasladarse a la colonia de Hilltop a convertirse en un herrero aprendiz y Rick aprueba su anhelo, Rick se reúne con Maggie Greene y su hija adoptiva, Sophia trae a Carl a la colonia Hilltop. Rick deja a Carl bajo el cuidado de Maggie. Sin saber que su hijo se unió a Alpha y los susurradores, una tribu de miles de personas que se disfrazan de zombis, Rick se reúne con Michonne quien llega un barco llega revelando su presencia. Él se refiere a su comportamiento, diciéndole que resolver sus problemas y seguir adelante después de la pérdida de sus hijas.
Más tarde, Michonne y Rick van a Alexandría para asistir a una feria que se ha planeado con meses de anticipación, descubren que Carl ha desaparecido y deciden ir tras él, junto con Andrea, Alpha, sin embargo, se enfrenta a ellos, y apunta con un arma a la cabeza de Rick mientras ella lo lleva hasta un edificio desconocido donde ve a miles de susurradores La espada de Michonne también está manchada de sangre. Alpha decide dejar a su hija, Lydia, que tiene sentimientos por Carl con Rick, creyendo que ella sea una debilidad. Ella critica el liderazgo de Rick y tratando de restablecer la sociedad como lo era antes, antes de decirle que ha marcado una frontera. Como Rick llega a la frontera, que se horroriza al encontrar a doce civiles de cada una de las cuatro comunidades decapitados, entre ellos Ezekiel y Rosa embarazada, Michonne comienza a llorar después de ver la cabeza zombificada de Ezekiel en la pica e intenta abatirlo, aunque Rick intenta evitarla, ella intenta tomar represalias antes de quedar totalmente devastada del dolor, Andrea le quita el cuchillo y la pone a descansar, su cabeza es más tarde enterrada al pie de la pica junto con los demás. Rick decide decírselo a las comunidades, que lo toman terriblemente, es atacado por dos de los ciudadanos que querían asesinarlo, un hombre salió vivo, el otro, Morton Rose, el esposo de una de las víctimas decapitadas, fue asesinado por Rick, Rick pierde la confianza de muchas personas pero aun así comienza a entrenar a la gente de las comunidades unidas para luchar contra los zombis y contra los Susurradores. Después de la guerra con los Susurradores y el fallecimiento de Andrea, Rick Grimes llega a una pueblo comunitario muy grande llamada "Commonwealth" en donde habitan más de 20000 personas liderada por una gobernadora corrupta llamada Pamela Milton quien indirectamente utilizó a Rick para que este asesinara a un enloquecido Dwight. Un tiempo más adelante, una horda invade la comunidad y todos se ocultan en sus casas. Carl, quién había llegado junto a Jesús y otros, se esconde con Rick y pasan la noche junto a otros en el suelo. Esa misma mañana, llegan los ciudadanos de Hilltop comandados por Maggie y ayudan a dispersar a casi toda la horda fuera de la comunidad; a los restantes los asesinaron. Luego de que Pamela viera como gente de Rick llegara sin previo aviso, lidera a sus soldados a una confrontación, momentos antes de que se desencadenara, Rick los detiene y da un discurso alentador a los ciudadanos del Commonwealth para demostrar que no deben pelearse entre ellos (Frase clave de Rick: "Nosotros no somos los muertos vivientes"), además de aclarar que Pamela Milton no era una gobernadora apta para lo que aspiraba esa comunidad. Después de encarcelar a Pamela, Rick pasa por su celda y le dice que "no quería que las cosas salieran de esta manera". Después de eso, Rick y Carl caminan y hablan, aclarando estar uno orgulloso del otro y que se querían mucho. Esa misma noche, Sebastián irrumpe en la habitación donde se hospedaba Rick y decide tomar represalias por el puesto que le arrebató a su familia y lo amenaza con un arma, Rick le ordena que baje el arma pero un enojado Sebastián le aclara que no sigue órdenes suyas y le dispara en el pecho una vez, por el miedo a que sobreviva, le dispara tres veces más, asesinándolo; este se reanima posteriormente y Carl acaba con su miseria; derrumbándose en el suelo por el shock. Más tarde, encontraron y encarcelaron (perpetua) a Sebastián Milton en una cárcel de la Commonwealth, Carl lo visita y lo amenaza, jurando matarlo si alguna vez saliese de ahí. Finalmente, Carl y Michonne, junto a todas las personas que honraban a Rick, lo llevan en una caravana hacia Alexandria, enterrándolo al lado de su fallecida pareja, Andrea Grimes.
Luego, se muestra un largo salto temporal en la que se ve la estatua de Rick en la Commonwhealth y un adulto Carl con su esposa Sophia y su hija Andrea, a quién le cuenta la historia de esperanza la cual protagonizaba su abuelo, Rick Grimes.

## Adaptación de TV

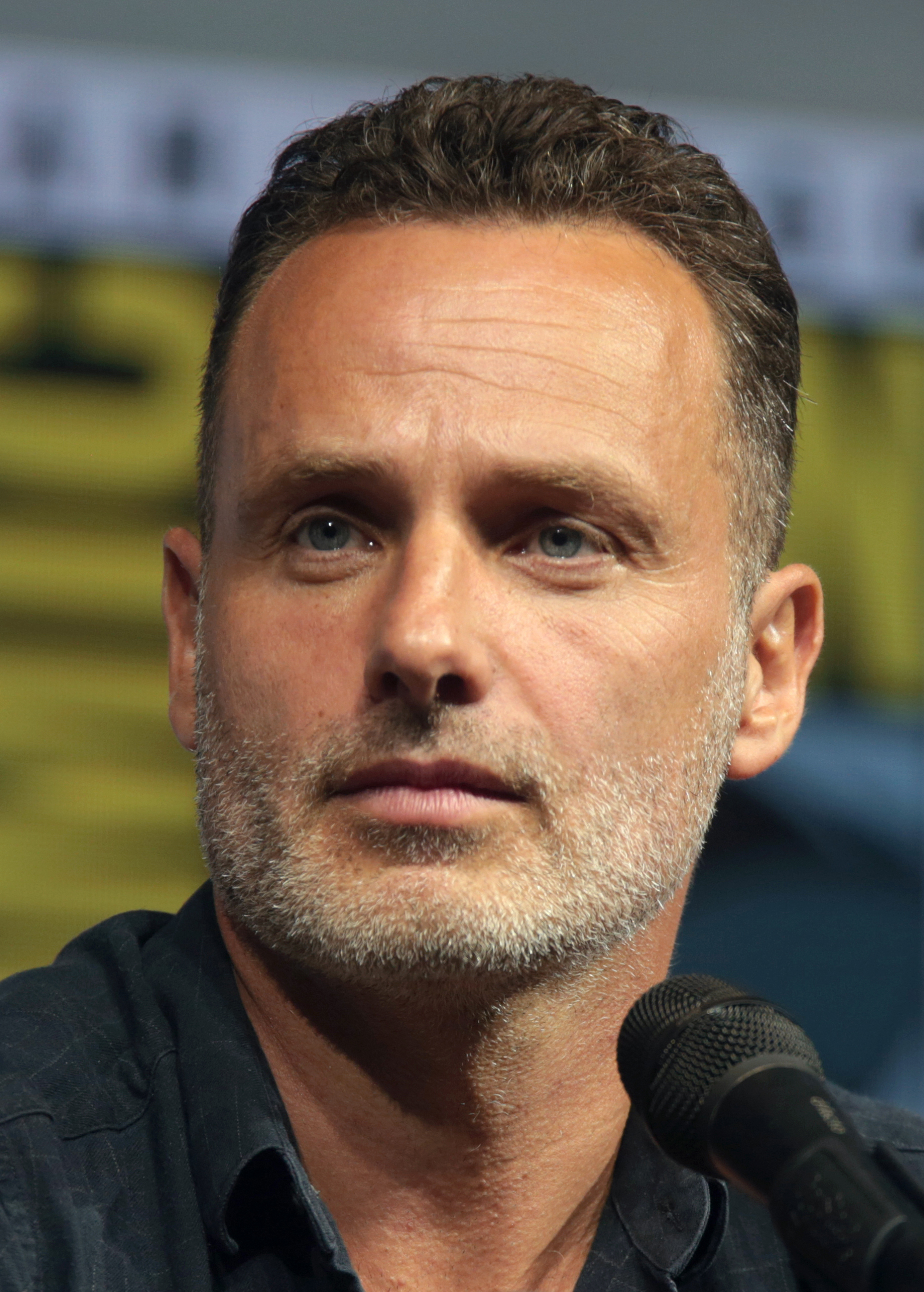
Andrew Lincoln, actor que interpreta en la serie televisiva The Walking Dead a Rick Grimes

Rick y Shane (Jon Bernthal) se describen como mejores amigos desde la secundaria y se emplean como ayudantes de policías en el condado de King, Georgia. Mientras que Shane era un mujeriego durante la escuela secundaria, la vida amorosa de Rick fue mucho menos activa hasta que conoció a Lori y finalmente se casó con ella; juntos tuvieron un hijo, Carl. Sin embargo, cuando Carl tenía 12 años, el matrimonio de Lori  y Rick comenzó a agriarse, incluso Lori cuestionaba a Rick en cuanto a si o no la amaba más, frente a Carl. Rick se perturbó y al parecer Lori podía ser tan cruel, en presencia de su hijo.

### Primera temporada (2010)
En el estreno de la serie "Days Gone Bye", antes del brote, Rick fue disparado y herido durante un tiroteo con un grupo de convictos fugados y quedó en coma durante meses, mientras que comenzó el brote, después de despertar solo en el hospital, se guía a través de un barrio local, pero es confundido con un caminante y fue golpeado en la cabeza con una pala por un niño, Duane Jones (Adrián Kali Turner). El padre de Duane Jones es Morgan Jones (Lennie James) quien le explica a Rick sobre cómo funciona el virus caminante. Rick sale en busca de su esposa, Lori (Sarah Wayne Callies), y su hijo pequeño, Carl (Chandler Riggs). Morgan le dice a Rick que en la ciudad de Atlanta hay un grupo seguro de refugiados, pero al llegar este es atacado y acorralado por una horda de caminantes y lo cual lo obliga al policía a ocultarse dentro de un tanque. En el episodio "Guts", un joven llamado Glenn (Steven Yeun) lo rescata del tanque y lo lleva a un grupo de sobrevivientes quienes estaban en búsqueda de suministros en un edificio. El edificio es atacado por los caminantes y el grupo huye de la ciudad, obligados a abandonar a un miembro del grupo sometido y encadenado debido a su mal comportamiento con el equipo, Merle Dixon (Michael Rooker) un racista rudo, patán y agresivo golpeaba a T-Dog (IronE Singleton) por ser de piel mulata y a la vez quería tomar pre-potentemente el control en el grupo. En el episodio "Tell It to the Frogs", los supervivientes llevan a Rick a su campamento, donde felizmente se reúne con Lori y Carl, así como Shane. Sin embargo, Daryl Dixon (Norman Reedus) reacciona furiosamente por esposar a su hermano mayor y exige que regresen a la ciudad para encontrar a su hermano Merle, y de paso recuperar una bolsa de armas. Sin embargo, descubren que Merle se seccionó la mano para escapar.. En el episodio "Vatos", regresan al campamento justo a tiempo para salvar a los supervivientes como un grupo de caminantes que invadieron el campamento en donde murieron muchos miembros del grupo. En el episodio "Wildfire", después de muchas pérdidas, el grupo salen del campamento inseguros del lugar, se dirigen hacia los Centros para el Control de Enfermedades (CDC) con la esperanza de encontrar una cura. En el final de temporada, "TS-19", el grupo tiene la esperanza de un nuevo hogar, pero por desgracia no encuentra respuestas del CDC. El último empleado que queda allí, un médico e investigador llamado Edwin Jenner (Noah Emmerich), revela que el edificio pronto autodestrucción, y le susurra algo al oído de Rick antes de que el grupo se escapa la condenada instalación.

### Segunda temporada (2011-2012)
El liderazgo de Rick influye intensamente dentro del grupo tiene ahora crecido y se impone sobre la autoridad que Shane la cual una vez la tuvo. Rick lucha con esta responsabilidad, sin embargo, tratando de equilibrar y balancear lo justo y lo hacer lo que cree que es correcto, no importa lo que las reglas de la sociedad eran como en el pasado, en el estreno de la segunda temporada, "What Lies Ahead", Carl recibe un disparó accidentalmente durante la búsqueda del grupo de Sophia (Madison Lintz), la hija de Carol (Melissa McBride) se disipa durante una huida del grupo masivo de caminantes en las carreteras de Atlanta. En el episodio "Bloodletting", Otis un capataz de la granja aislada liderada por Hershel Greene (Scott Wilson), un médico veterinario que trabaja para salvar la vida de Carl mediante el uso de una transfusión de sangre de Rick. Carl luego se recupera con la ayuda de Shane al conseguir suministros médicos. En el episodio "Save the Last One" Rick se reúne con su esposa en la granja, Rick y Lori pasaron toda la noche esperando a que Shane y Otis vuelvan y también se mantuvieron expectantes de alguna mejoría en su hijo, cuando el cuadro de Carl empezó a empeorar, Lori cuestionó si sería mejor que el niño muriera para así ahorrarle una vida llena de sufrimientos, provocando la ira de Rick quien deseaba un futuro para su hijo, El policía se aferró con fuerza a la convicción de que su amigo regresaría a tiempo y finalmente cuando Hershel les dio un ultimátum respecto a lo que deberían hacer pues era urgente operar al niño, demostró estar en lo correcto ya que Shane apareció en el pórtico de la casa con el equipo médico necesario. En el episodio "Cherokee Rose" Carl logra despertar y se recupera establemente en lo que este desesperadamente le pregunta a su padre por Sophia pero este le contesta mintiéndole que está bien. En el episodio "Chupacabra" Rick comienza a organizar unas sesiones de búsqueda encontrar a Sophia. En el episodio "Secrets", Lori le dice a Rick que está embarazada y revela a Rick que ella y Shane habían estado juntos después de que ella creía que él murió. En el final de mitad de temporada, "Pretty Much Dead Already", el grupo descubre que Hershel ha mantenido caminantes en el granero, incluyendo su familia, creyendo que ellos eran personas enfermas. A pesar de la negativa de Rick, Shane abre el granero y mata a los caminantes en el interior, hasta que uno se revela que uno de ellos era Sophia. Rick le dispara a una reanimada Sophia, ya que el grupo está de luto en la devastación.
En el estreno de mitad de temporada, "Nebraska", Rick se ve obligado a matar a dos hombres a sangre fría en un bar para proteger al grupo. En el episodio "Triggerfinger" Rick mantiene cautivo a uno de sus miembros del grupo, Randall (Michael Zegen). Shane, sin embargo, cree que debería ser asesinado. En el episodio "18 Miles Out" la enemistad de Rick y Shane comienza a intensificarse pero al parecer Rick logra calmar a Shane, durante el episodio "Judge, Jury, Executioner" Rick comienza a debatir con los miembros del grupo sobre el destino de Randall, Dale le pide a Rick que no elimine al muchacho que los valores y moral aún siguen en uno, Rick junto con Daryl estaban a punto de ejecutar a Randall y Carl aparece y anima a su padre a matarlo un sorprendido Rick se desiste a asesinar al joven cautivo, cuando Dale es atacado por un caminante dejándolo al borde de la muerte, Rick intenta acabar con el pero una vez más se desiste a matar, Daryl se ofrece acabar con el anciano para evitar su reanimación.
En el episodio "Better Angels", Rick decide mantener vivo al prisionero como última voluntad de Dale antes de morir. Las tensiones entre Rick y Shane se vuelven a intensificar mucho más que la anterior, hasta el punto de que Shane intenta asesinar a Rick por lo que se van a los bosques durante la búsqueda de Randall parte del plan de Shane para matar a Rick. Rick trata de engañar a Shane hablándole y lo apuñala en el corazón en el último segundo. Poco después Shane se reanima solo para ser baleado por Carl. En el final de temporada, "Beside the Dying Fire", el sonido del disparo que lo hizo Carl para matar a un zombificado Shane atrae a una horda caminante que ha invadido la granja. después de escapar de un masivo ataque caminante, Rick revela al grupo que todos ellos están infectados, lo que le susurro en el oído el Dr. Jenner en el CDC, este no lo creía al comienzo pero con lo que le sucedió a Shane le constato. Él le dice a Lori que mató a Shane para protegerse a él y a todos, así como el grupo, pero su esposa se horroriza junto con su hijo. La fría actitud de Rick conmociona al grupo. El policía termina sus palabras diciendo que ya si decidían quedarse acatarían sus decisiones y que ya no vivían en una democracia.

### Tercera temporada (2012-2013)
En el estreno de la temporada, "Seed", ocho meses han pasado y la relación Rick y Lori se ha deteriorado. El grupo encuentra un centro penitenciario como un refugio seguro pero el reclusorio estaba lleno de caminantes, Rick y los demás eliminan a los primeros caminantes sin dificultades y al siguiente día en una limpieza caminante, Hershel es mordido en la pierna lo cual obliga a Rick a amputársela para evitar que se propague la infección y de pronto aparecen un grupo de cinco prisioneros. En el episodio "Sick" Rick entra en conflicto con un grupo de prisioneros que intentan asesinarlo pero aparentemente logra resolver el problema, durante el episodio "Killer Within" cuando todo parecía estar bien se revela que uno de los prisioneros (Andrew) introduce caminantes en la prisión en donde muere T-Dog y a la vez esta circunstancia provoca la muerte de la esposa de Rick, Lori que da a luz a través de una emergencia cesárea y envía Rick a un declive emocional. Como resultado, él comienza a alucinar, contestar una serie de llamadas telefónicas sucesivas y verla en el patio de la prisión. Sin embargo una nueva amenaza se avecina al grupo cuando entra en conflicto con El Gobernador (David Morrissey), el líder de un pequeño pueblo llamado Woodbury después Michonne (Danai Gurira), una sobreviviente quien posee grandes habilidades en el uso de la katana llega a la prisión para revelarles al grupo sobre el paradero de Glenn y Maggie Greene (Lauren Cohan) y ella les informa que han sido secuestrados (a fin de obtener información sobre la ubicación de la prisión, un entorno más seguro que Woodbury). Rick sigue a Michonne aunque algo desconfiado de ella. En el final de mitad de temporada "Made to Suffer" y va en rescate de Glenn y Maggie matando a varios soldados y, en consecuencia provocando un tiroteo en las calles. el grupo logra escapar con Merle Dixon y Daryl quien previemente fue secuestrado y rescatado por el grupo cuando Merle se va con su hermano Daryl El Gobernador ordena a matarlo y decide pasarse a las filas de Rick pero este no lo acepta y Daryl se va con su hermano.
Sin embargo, El Gobernador realiza un asalto a la prisión en el episodio "Home" en represalia en donde muere su amigo recluso Axel (Lew Temple).
Como resultado, Andrea (Laurie Holden), una miembro del grupo de Rick esta alojada en Woodbury, intenta sin éxito negociar los términos de la paz con las dos partes en conflicto en los episodios "I Ain't a Judas" y "Arrow on the Doorpost" en donde al final de todo esto El Gobernador supuestamente le propone la paz a Rick a cambio que este le de a Michonne. En el episodio "Clear", Rick y Michonne forman un vínculo más fuerte en un viaje para recuperar las armas tras el asalto, donde se encuentran con su amigo Morgan quien esta desequilibrado mentalmente debido a la pérdida de su hijo. En el episodio "This Sorrowful Life", Merle el ex-aliado del Gobernador y el hermano mayor de Daryl le pide a Rick hacer el trabajo sucio de entregar a Michonne pero este al final se arrepiente y se sacrifica para ayudar al grupo. En el final de temporada, "Welcome to The Tombs", Rick, Daryl y Michonne salen a enfrentar al Gobernador y frustran su segundo asalto a la prisión y este se desfoga masacrando a sus propias tropas y descubren que Andrea (Laurie Holden) fue mordida por su zombificado amigo Milton en la cámara de tortura del Gobernador después de intentar sin éxito unificar ambos lados, Rick le reafirma que ella es parte de su grupo y le otorga a Andrea la pistola para que se suicide, empujando aún más a Rick para abrazar su humanidad y traer el resto de los ciudadanos de Woodbury (que incluyen Tyreese (Chad L. Coleman) y su hermana, Sasha (Sonequa Martin-Green) que Rick previamente los exilio de la prisión en un colapso mental). Rick confisca la pistola de Carl después de que él mata a un chico de Woodbury, porque cree que es una amenaza. Rick entonces deja de tener alucinaciones con Lori, dándose cuenta de su crueldad y su comportamiento frío que fueron la razón de sus apariciones.

### Cuarta temporada (2013-2014)
En el estreno de la temporada, "30 Days Without an Accident", Rick tiene el liderazgo renunciado y trata de vivir un estilo de vida más tranquilo y pacífico, ocupándose en la agricultura con Hershel. Sin embargo, se interrumpió con la amenaza de una enfermedad mortal. En el episodio "Infected" Rick es visto por primera vez con Carl cuidando a los cerdos y Carl le pide su arma, pero el policía le pide que se enfoque en su trabajo, de pronto el pabellón penitenciario D es atacado y Rick y Carl van a auxiliar a los residentes del bloque D, después del ataque Rick, Hershel y el Dr. Subramanian examinan el cadáver de Patrick y descartan que la causa de muerte es una enfermedad, poco después Rick se va con Maggie para asegurar las vallas de la prisión, ante una multitud de caminantes que tratan de derrumbarla, los caminantes comienzan a aplastar la cerca, pero un pensante Rick sacrifica a los cerdos para atraer a los caminantes lejos de la prisión con la ayuda de Daryl, luego analiza a un jabalí que murió a causa de esa misma gripe en la que murió su cerda Violet, Rick comienza a quemar el recinto de los cerdos para evitar cualquier posibilidad de que el posible virus siga existiendo. Al mismo tiempo, le devuelve a Carl su arma y saca su Colt Python para su protección. Rick luego quema su camisa en el fuego. En el episodio "Isolation", dos reclusos infectados se revelan haber sido asesinados por Carol para evitar que otras personas se infecten, lo que conduce a Rick al exilio de Carol, en el siguiente episodio "Indifference", al ver que no está arrepentida de sus acciones. En el episodio "Internment", el resuelve problemas con los caminantes que destruyen las vallas y la enfermedad se extingue con la asistencia médica de Hershel. En el final de mitad de temporada, "Too Far Gone", El Gobernador vuelve con una nueva milicia para hacerse cargo de la prisión y decapita a su rehén, Hershel, llamando a Rick "mentiroso" quien les propone pacíficamente para que puedan vivir juntos en la comunidad. Un tanque destruye las vallas, la destruyendo la comunidad de Rick y provocando una batalla entre las dos partes, El Gobernador y Rick comienzan a luchar cuerpo a cuerpo pero El Gobernador termina liderando la pelea e intenta estrangular a Rick dejándolo al borde de la muerte, pero Michonne lo apuñala en el pecho salvando al policía de una muerte segura, Rick se escapa con Carl creyendo que Judith esta muerta.
En el episodio, "After", Carl culpa a su padre inconsciente por las pérdidas de los miembros del grupo, pero admite que está mal después de una peligrosa carrera de suministros. Después de reunirse con Michonne, el episodio "Claimed" se muestra a Rick escapando de un peligroso grupo llamado "Los Reclamadores" y elimina a uno de ellos pero uno del grupo logra reconocerlo, esta circunstancia obliga a Rick a huir junto con Carl y Michonne de la casa la cual fue invadida por ese grupo de maleantes invasores y se van rumbo hacia Terminus, un supuesto santuario. En el episodio "Us" Rick se ve con Carl y Michonne, caminando por las vías del tren, dirigiéndose a Terminus. En el final de temporada, "A", Rick se reencuentra con los reclamadores y tratan de matarlo, así como intenta asaltar sexualmente a Michonne y otro a Carl, pero Rick logra arreglárselas y lo muerde en la vena yugular al líder Joe (Jeff Kober) provocandole instantáneamente la muerte, Michonne elimina a un par de ellos y Daryl se reunifica con Rick (él se había unido a los reclamadores) ayudándolo a matar a uno de ellos y finalmente Rick asesina al que intento abusar sexualmente de Carl (Dan). Los cuatro se dirigen a Terminus, pero Rick comienza a desconfiar de los residentes de Terminus debido a que descubre que los habitantes visten ropas pertenecientes a sus amigos. Los ciudadanos de Terminus capturan y encierran al grupo en un vagón de carga, donde se encuentran sus amigos Glenn, Maggie, Sasha y Bob Stookey (Lawrence Gilliard Jr.) y nuevos aliados Tara Chambler (Alanna Masterson), a quien reconoce a Rick en la invasión de la cárcel, el sargento Abraham Ford, (Michael Cudlitz) el Dr. Eugene Porter (Josh McDermitt) y Rosita Espinosa (Christian Serratos).

### Quinta temporada (2014-2015)
En el estreno de la temporada, "No Sanctuary", se revela que Terminus era un lugar embustero lleno de caníbales que atentan con matar al grupo de Rick para comérselos, los terminianos agarran a Rick junto con Glenn, Daryl y Bob en la zona de la carnicería, Rick logra reconocer a Sam un joven a quien lo conoció en una casa en carrera de suministros quien muere ejecutado por los terminianos. Sin embargo Rick y los demás a punto de ser ejecutados por los terminianos son interrumpidos una explosión desencadenada por Carol quien destruye gran parte de la terminal e infesta el lugar con una masiva horda de caminantes. Rick y los demás logran escaparse de Terminus y este se reúne con su hija, Judith y agradece a Carol otorgándole un abrazo, a quien la reincorpora en el grupo. En el episodio "Strangers", el grupo conoce al Padre Gabriel Stokes (Seth Gilliam) que los lleva a su iglesia para quedarse antes de ir a Washington D. C. con la esperanza de una cura. En el episodio "Four Walls and a Roof", Gareth y otros cinco supervivientes de Terminus intentan cazar al grupo, capturan a un Bob mordido, y se alimentan de su pierna y lo dejan como carnada, poco después Rick planea junto con el grupo para capturar con los caníbales, el plan resultó todo un éxito, Rick asesina a dos terminianos quienes intentaban llevarse a su pequeña hija para comérsela y el policía junto con sus amigos logran reducir a los caníbales exitosamente, a pesar de las súplicas de Gareth de dejarlos ir Rick se niega en dejarlo ir y lo mata a machetazos al igual que sus secuaces mueren asesinados a manos de Sasha, Abraham y Michonne. En el episodio "Crossed", una misión de rescate en Atlanta se organiza para Beth Greene (Emily Kinney), Daryl le informa al sheriff y a los otros de su paradero en el Hospital Grady Memorial quien también se incorpora en el plan es Noah (Tyler James Williams). Al principio Rick pensaba hacer un hostil rescate pero Tyreese lo convence para una pacífica solución que se decide en última instancia, con un intercambio de rehenes, y el grupo captura a tres agentes de policía para el intercambio. En el final de mitad de temporada, "Coda", uno de los agentes policiales intenta huir noqueando a Sasha dejándola inconsciente Rick lo persigue usando uno de los automóviles de los agentes policiales Rick le advierte que se detenga pero este se niega a la última advertencia Rick lo arroya con el coche y luego le dispara en la cabeza, para acabar con su miseria, luego convoca a dos policías y le propone para hacer el intercambio y llegar a soluciones pacíficas, llegar al hospital, la oficial que lidera el Hospital Dawn Lerner (Christine Woods) accede el intercambio pero exige que Noah atrás se quede en el hospital a cambio de la salida de Beth, Beth cansada de sus maltratos intenta matarla, pero ella recibe un disparo en la cabeza como reacción departe de la fémina policía. Dawn es asesinada inmediatamente por Daryl y al ver esto los demás agentes apuntan sus armas para abrir fuego pero se desactivó por la oficial Amanda Shepherd (Tery).
En el estreno de mitad de temporada, "What Happened and What's Going on", el grupo de Rick viaja a Virginia, donde la comunidad de Noah está totalmente devastada por unos misteriosos sujetos y finalmente Michonne convence a Rick para ir a Washington D. C. para buscar una esperanza en un refugio seguro entendiendo la mentira de Eugene, pero sufren una más pérdida la de Tyreese quien fue mordido por el hermano zombificado de Noah. En el episodio "Them" Rick y el grupo estaban perturbados y debilitados por las recientes pérdidas, el grupo continuó avanzando rumbo a Washington D. C. ya que era la única opción que les quedaba, pero la vida en el camino resultó ser más dura de lo que imaginaban. Sin agua ni alimentos, los supervivientes tuvieron que depender de lo poco que encontraban, llegando hasta el punto de comer perros salvajes asesinados por Sasha y también debieron ahorrar sus energías evitando confrontar directamente a los caminantes que les salían al paso. Cuando el grupo encontró en medio de la carretera varias botellas de agua con un cartel que indicaba que eran un regalo de "un amigo", Rick sospechó que alguien los estaba espiando pero no tuvo tiempo de investigar debido a que una feroz tormenta los obligó a buscar refugio inmediato. Tras instalarse en un viejo granero y mientras esperaban a que la lluvia cese, Rick le brindó a sus compañeros un esperanzador discurso sobre supervivencia y concluyó que sin importar lo que encuentren en Washington, lograrían resistir porque eran en realidad como "los muertos vivientes". En el episodio "The Distance", el grupo se encuentra sorprendidos por un desconocido llamado Aaron (Ross Marquand), que dice ser un reclutador de una comunidad llamada Alexandría. Rick y los demás estuvieron muy desconfiados, pero aun así aceptan su proposición, y así como su novio, Eric y descubre que él está diciendo la verdad, cuando llegaron a la comunidad de Alexandria. En el episodio "Remember", Deanna Monroe (Tovah Feldshuh), un excongresista de Ohio y líder de Alexandría entrevista al grupo y le asigna a Rick como un agente de policía en la comunidad junto con Michonne, Rick conoce a Jessie Anderson (Alexandra Breckenridge) y ella le ayuda a cortarle el cabello después de que este se afeita y comienza a entablar una amistad. En el episodio "Forget" el policía asiste a una fiesta organizada por Deanna dándoles la bienvenida al grupo de Rick, cuando de pronto Rick comienza a entablar con Jessie y ambos comienzan a sentirse atraídos y conectados dándose señales de coqueteo entre ambos. En el episodio "Spend", mientras que Rick sigue siendo cauteloso de Deanna, se instala y se hace amigo de Jessie, pero se entera de las acciones abusos físicos que ella recibe de parte de su marido. En el episodio "Try", Rick tiene un enfrentamiento físico con el marido abusivo de Jessie quien intentaba golpearla, Rick a punto de matarlo es obligando a ser noqueado por Michonne quien lo dejó inconsciente. En el final de temporada, "Conquer", Deanna organiza una reunión potencialmente de exilio a Rick debido a que este intento matar a Pete por defender a Jessie, a más tardar el grupo de Rick junto con Jessie convencen a los residentes de la comunidad que Rick desea lo mejor a la residencia, pero poco después Rick demuestra que está tratando de asegurar la protección de la comunidad de los vivos y de los muertos, los residentes de Alexandria se quedaron convencidos de las buenas intenciones de Rick, poco después llega el marido de Jessie, un ebrio Pete aparece y trata de asesinar a Rick con la katana de Michonne, Reg el marido de Deanna lo trata de detener pacíficamente pero el marido abusivo de Jessie termina matando al esposo de Deanna en el proceso, Abraham lo somete a Pete al suelo aplicándole una llave. Deanna devastada ante este acontecimiento le dice a Rick: "hazlo", Rick dispara a Pete en público como Morgan Jones llega a la escena.

### Sexta temporada (2015-2016)
En el estreno de la temporada, "First Time Again", mientras se reencuentra con Morgan, Rick descubre una cantera llena de cientos de caminantes retenidos por una barricada que está a punto de colapsar, el alguacíl toma el mando "de facto" de Alexandría con la aprobación de Deanna y recluta a los nativos alexandrinos para ayudar a atraer a la manada. En "Thank You" y el resto de los grupos siguen la bocina del camión apresuradamente y se separa de Glenn y Michonne, pero cuando intenta conducir su vehículo es atacado por un grupo de lobos al que Morgan los dejó ir previamente, pero Rick logra derribar a todos los lobos que intentaron matarlo, mientras intentaba reiniciar la RV para ir a casa, él Descubre que el motor se había malogrado, gracias a un disparo del lobo rubio, cada intento fallido de encender el RV envía a Rick a un estado de creciente de pánico, antes de que escuche los gemidos de la manada caminante a medida que emergen del bosque a su lado. El plan fracasa en varios puntos y Rick regresa a Alexandria perseguido por la mitad de la manada, en el episodio "Now", Deanna se da cuenta de que ya no está en condiciones de liderar la comunidad y oficialmente lo convierte en el líder de Alexandria, en la misma noche, Rick compartió con Jessie sus miedos sobre el desalentador panorama pero ella lo animó hablándole sobre la posibilidad de un futuro mejor, y entonces los dos terminaron perdiéndose en un apasionado beso, a la mañana siguiente en "Heads Up", Rick continuó haciendo guardia en el recinto de Alexandría para cerciorarse de que la situación no se complicara y también se reunió con Morgan para reprocharlo por haber dejado escapar a los lobos que finalmente frustraron su plan para alejar a los caminantes y pese a haber recibido el mando de la comunidad, Rick continuó con la idea de que los alexandrinos no estaban listos para sobrevivir en el nuevo mundo y por esta razón regañó duramente a Tara cuando arriesgó su vida para salvar a Spencer, ya que consideró que el esfuerzo no merecía la pena, más tarde, mientras miraban los globos que Glenn y Enid habían soltado en el firmamento en señal de que continuaban con vida, Rick y todos los residentes de la comunidad fueron testigos de cómo la torre de vigilancia que se encontraba afuera de Alexandría se desplomara sobre los muros y permitía el ingreso de la horda de caminantes. En el final de mitad de temporada, "Start to Finish", la manada rompe las paredes de Alexandria y Rick se refugia con Carl, Michonne, Gabriel, Deanna, Jessie y sus hijos Ron y Sam en la casa de Jessie. Se revela que Deanna fue mordida y le otorga el liderazgo a Rick como última voluntad, ya que él lideró su propio grupo anterior a Alexandría antes de que ella muera. Rick prepara ponchos cubiertos cubriéndolos con las vísceras de un caminante para que el grupo se escurra a través de la manada hacia la seguridad.
Sam sufre una crisis mental en el estreno de mitad de temporada "No Way Out". Sam es asesinado por los caminantes quienes se lo devoran debido a que el sonido de su llanto los atrajo, seguido por su madre quien grita en desesperación y muere de la misma forma que su hijo, y Ron queriendo matar a Rick culpándolo por las muertes de su madre y su hermano menor de forma accidental, dispara a Carl en el ojo antes de ser asesinado por Michonne. Mientras que la Dra. Denise Cloyd trata a Carl, Rick enfurecido lidera a casi toda Alexandria y todos logran abatir y someter a la manada invasora de muertos vivientes, Rick le dice a un comatoso Carl que ahora tiene esperanzas para el futuro nuevamente y planea reconstruir la ciudad. Dos meses después, en el episodio "The Next World", Rick y Daryl se encuentran con Paul "Jesús" Rovia (Tom Payne) en una carrera de suministros y luego lo llevan como prisionero de regreso a Alexandría. Más tarde comienza una relación con Michonne. En el episodio "Knots Untie", Jesús lleva a Rick a la colonia Hilltop, y mientras se preparaban para volver a Alexandría, algunos residentes de Hilltop regresaron de una expedición con un mensaje para su líder de la comunidad Gregory (Xander Berkeley) de parte de un tal Negan y sin perder tiempo el portavoz del equipo lo apuñaló frente a todo el mundo dejándolo herido, Rick rápidamente intervino para desarmar a Ethan y terminó asesinándolo a sangre fría, causando una muy mala impresión entre todos los residentes, después de calmar la situación se entera de que viven con miedo de Negan y sus secuaces Los Salvadores, quienes imponen su intimidación y amenaza de asesinato a cambio de un intercambio de la mitad de sus suministros, por lo que Daryl propuso brindarles protección como parte del trueque comercial que habían ido a buscar. Rick estuvo de acuerdo con la idea y envió a Maggie a hablar nuevamente con Gregory, con la intención de negociar, tras lo cual sellaron un acuerdo. Después de una incursión exitosa sobre los salvadores en el episodio "Not Tomorrow Yet", Rick y el grupo logran acabar con un puesto de avanzada de salvadores creyendo que la amenaza de los salvadores fue derrotada. Sin embargo esto se demostró que estaban equivocados cuando Denise Cloyd (Merritt Wever) es asesinada por Dwight (Austin Amelio) durante el episodio "Twice as Far". Rick hace los preparativos para un ataque inminente de los salvadores en el episodio "East", luego se va con Morgan a buscar a Carol quien se marchó porque no deseaba ver más muertes. Durante el final de la temporada "Last Day on Earth" cuando Maggie tiene complicaciones en su embarazo, lidera un equipo para buscar la ayuda del Dr. Carson en Hilltop. El grupo es conducido a una trampa por los salvadores dirigida por Simón (Steven Ogg) en donde gran parte del grupo fueron reprendidos a punta de armas y Negan (Jeffrey Dean Morgan) ante Rick y le da un discurso sobre como es "el nuevo orden" y decide rifar a una víctima por haber matado a sus hombres y con su bate de béisbol con púas de alambre "Lucille" decide aterrizar en la víctima (no visto) y lo mata con punta porrazos con su Lucille.

### Séptima temporada (2016-2017)
En el estreno de la temporada, "The Day Will Come When You Won't Be", se revela que la victoma de Negan fue Abraham y posteriormente asesina a Glenn como una "advertencia" ya que un indignado Daryl le amortigua un derechazo mientras Negan intimidaba a Rosita, Negan atormenta a Rick diciendo que sus muertes fueron su culpa por matar a sus secuaces y amenaza con matarlos a todos a menos que Rick se rinda, lo cual logra humillar y someter al policía. En "Service", Rick se ve obligado a respetar las reglas de Negan y la oposición de Spencer, a quien amenaza. En el episodio "Go Getters" Rick planea una expedición para ir a buscar más suministros, sabiendo que los salvadores regresaran por más ofrendas y Aaron se ofrece a acompañarlo, Carl lo mira a su padre a regañadientes al verlo demasiado sumiso a las órdenes de Negan y comenzó a tratarlo con indiferencia, rechazando inclusive su ofrecimiento de acompañarlo en la salida, Michonne le platica dándole fuerza moral a Rick y dio un intenso beso de despedida en señal de apoyo. En el final de mitad de temporada "Hearts Still Beating", Rick y Aaron regresan de una carrera de suministros y descubre que Negan mato a Spencer. Negan explica que Spencer le pidió que lo mataraa para que él pudiera hacerse cargo, con un poco de insistencia de Michonne, Rick acepta ponerse de pie y luchar y se dirige a Hilltop, para prepararse para la guerra.
En el estreno de mitad de temporada "Rock in the Road", Rick intenta reunir un ejército para luchar contra Negan; cuando Rick no logra reunir a suficientes personas en Hilltop, Jesús los lleva a una comunidad conocida como el Reino, Rick se reúne con su líder, el Rey Ezekiel (Khary Payton), quien decide no luchar, Rick y el grupo pueden obtener explosivos cableados dejados por los salvadores, más tarde, Rick y los demás están rodeados por un nuevo grupo. En "New Best Friends" Rick llega con el grupo de los carroñeros donde mantienen a un cautivo Gabriel y le propone una alianza a Jadis para luchar contra los salvadores, Jadis rechaza la propuesta de Rick y toma de prisioneros al grupo, pero Rick les dice que no pueden hacerles nada porque son propiedad de los salvadores, poco después Jadis pone a prueba a Rick al enfrentar a un caminante blindado, Michonne ayuda a aconsejarle sobre cómo matarlo, Más tarde, Michonne le da las gracias por regalarle una escultura de gato de metal que encontró. En "Say Yes", Rick y Michonne buscan armas. En una noche, tienen relaciones sexuales y tienen una conversación profunda sobre si él morirá en la guerra y le pide que se haga cargo si él lo hace, Jadis no está satisfecha con su oferta, pero Rick logra convencerla de que les permita guardar algunas de las armas mientras encuentran más. En "Something They Need", Tara lleva a Rick a Oceanside donde tienen suministros y armas, manteniéndolo en secreto, acurrucan a la comunidad a punta de pistola, pero prometen que los devolverán más tarde. Sin embargo, no logran convencer a Oceanside de luchar. En el final de temporada In The First Day of the Rest of Your Life, el ex tenientde Negan Dwight (Austin Amelio) ofrece ayuda a Rick y retrasa la llegada de Negan, mientras Rick trae a Jadis y los carroñeros a Alexandría para prepararse para un ataque. Es contraproducente `porque a la llegada de Negan y los salvadores, se revela que Jadis ya estaba trabajando con Negan. Negan amenaza con matar a Sasha, y Rick pide verla. Sin embargo Negan abre el cajon y se revela que Sasha se suicidó para evitar ser usada como cebo y una zombificada Sasha ataca a Negan, y le ofrece a los alexandrinos la oportunidad de abrir fuego contra los carroñeros y los salvadores. Rick recibe un disparo de Jadis después de que Negan trata de someterlo nuevamente, aparecen los soldados del Reino y Hilltop, llegan para salvar el día. Esto lleva a Negan a retirarse. El episodio y la temporada terminan con Rick, Maggie y Ezekiel uniendo a las tres comunidades.

### Octava temporada (2017-2018)
En el estreno de la temporada, "Mercy", Rick se para ante las fuerzas reunidas del Reino, Alexandria y Hilltop y declara que el mundo es suyo, dirige un gran convoy de sobrevivientes con vehículos blindados al Santuario para confrontar a los salvadores. Rick ofrece a los salvadores la oportunidad de rendirse, pero afirma que Negan tiene que morir. Luego, el grupo abre fuego, arrasando el Santuario antes de que llegue una manada masiva de caminantes (liderados por Daryl). Rick usa un RV cargado de explosivos para abrir las puertas. Mientras los caminantes inundan el Santuario, Rick ve a Negan ponerse a cubierto e intenta dispararle, pero Gabriel lo detiene. En el episodio "The Damned", Rick y Daryl lideran a un grupo de sobrevivientes para tomar el control de un compuesto de los salvadores con el objetivo adicional de capturar un alijo de armas alojadas en el interior, Rick descubre dónde cree que están alojados, pero solo obtiene acceso después de matar a un salvador en una pelea brutal, el oficial abre la puerta para encontrar una guardería con una bebé dentro llamada Gracie, lo que obligó a Rick a cuestionar la moralidad de su plan, esto se complica cuando se enfrenta a un ex sobreviviente de Atlanta Morales (Juan Pareja), ahora un salvador, quien le informa que los refuerzos están en camino. Durante el episodio "Monsters" se ve a Rick hablando con Morales, tratando de convencerlo de que el mal de Negan no tiene efecto, su conversación se interrumpe cuando Daryl mata a Morales por detrás, a pesar de las protestas de Rick, él se molesta aún más cuando Daryl ejecuta a un salvador al que Rick había prometido dejar ir a cambio de información. En "Some Guy" Rick y Daryl persiguen a un salvador llamado Yago y otro compañero salvador escapando, mientras hacen una persecución apresurada con las armas a cuestas, uno de los hombres de los salvadores comienza a disparar a los dos, logrando que Daryl se desvíe de la carretera, Rick se queda en su camino, Yago evade a los caminantes en la carretera, tirando del objetivo del otro salvador y causando que tropiece, Cuando recupera su posición y continúa disparando contra el otro camión, Rick se desvía hacia un lado, permitiendo que Daryl, quien alcanzó la persecución, abra fuego contra el salvador, lo dispara varias veces y logra abatir a uno. Rick logra alcanzar a la camioneta de Yago y salta a bordo, lo apuñala en el estómago y lo empuja fuera del vehículo antes de estrellarlo en un lado de la carretera, Daryl llega a la escena y se encuentra con Rick mientras ambos contemplan la condición de las ametralladoras calibre 50, se acercan a la camioneta para revisar al salvador restante.
Para el episodio "The Big Scary U" se hace ver a Rick y Daryl que se dirigen donde un agonizante Yago para saber que es lo que ocurrió pero este le revela antes de morir que todos la milicia del Reino murió a excepción del Rey Ezekiel, Jerry y Carol este finalmente muere y Rick evita su reanimación, poco después observan las armas a bordo de un camión del fenecido Salvador que le impidieron regresar al Santuario. Entran en una discusión sobre qué hacer con las armas, Daryl cree que deberían usarlas contra los Salvadores, mientras que Rick ve una solución más humana. La discusión se convierte en una pelea a puñetazos, que inadvertidamente resulta en una bolsa de dinamita lanzada al camión, destruyéndola junto con las armas, Daryl se va en su motocicleta de regreso a Alexandría, un resentido Rick se dirige a otro rumbo. Para "The King, The Widow and Rick" en los días posteriores al inicio de la guerra contra Negan y los salvadores, Rick, Maggie y Carol se corresponden entre sí para informar sobre sus victorias y bajas y organizan una estrategia para lanzar la próximo asalto en unos pocos días, Rick viaja a la base de los carroñeros para encontrarse con Jadis, mostrándole las fotos Polaroid de sus victorias y ofertas para lidiar con ellas en su guerra a pesar de su altercados; Jadis se niega la negociación. Sin duda, Rick es llevado dentro de un contenedor de envío en calídad de cautivo, y lo dejan en ropa interior. En el episodio "Time for After" Rick intenta negociar su liberación con Jadis, pero ella se niega nuevamente, sacan a Rick del contenedor de almacenamiento, lo obligan a arrodillarse y Jadis le trae un caminante ligeramente armado para ejecutarlo, capaz de dominar a Jadis, Rick la amenaza a dejarlo ir o morir; ella lo deja ir. Rick luego hace un trato para permitir que los carroñeros compartan los suministros de los salvadores si se unen a él, pero Jadis exige ver la situación en el santuario antes de que ella o su gente se comprometa con el plan de Rick, los carroñeros son guiados por Rick al perímetro exterior del recinto, al entrar, Rick encuentra a uno de sus francotiradores muerto, siendo devorado por caminantes, incapaz de eliminar a los otros francotiradores, Rick sube una torre y observa el área desde un terreno más alto, mirando al Santuario, Rick mira horrorizado al patio del Santuario, completamente desprovisto de caminantes, solo para ver un camión de basura abandonado y una puerta abierta con un agujero gigante en la pared del complejo, alarmado por él. En el final de mitad de temporada "How It's Gotta Be" Rick marcha con los carroñeros que los lleva al Santuario, ellos son emboscados y los carroñeros huyen, dejando atrás a Rick. Carol y Jerry vienen en un auto y recogen a Rick. Mientras se alejan, los tres deciden separarse. Más tarde en la noche, Rick encuentra una Alexandría en llamas lo que lo obliga a confrontarse nuevamente con los salvadores, al llegar a su casa, su casa, encuentra a Negan y los dos se pelean. Negan intenta golpearlo con Lucille, pero Rick logra escapar de múltiples golpes. Negan acusa a Rick de no criar a Carl de la manera correcta y de que va a "arreglarlo", lo que lo convertirá en uno de sus mejores jugadores en pocos años y expresará que no matará a Rick pronto y se asegurará de que no lo desafíe nuevamente, Rick comienza a golpear a Negan y va por su arma. Negan luego empuja a Rick por la ventana y el oficial se escapa, el encuentra a Michonne matando a un Salvador a muerte y él la detiene, ella lo lleva a la alcantarilla donde todos se esconden, Judith y Carl están a salvo allí con todos los demás de Alexandria, Rick encuentra a Dwight entre su gente, descansando contra una pared, aunque Rick parece sorprendido de verlo, continúa sin decir una palabra, también se sorprende al encontrar a Siddiq (Avi Nash) en las alcantarillas con el resto de los sobrevivientes. Carl revela que trajo allí (aquel extrañó que Rick lo apuntó con un arma y lo obligó a irse en el episodio estreno de la temporada), luego Carl le revela a Rick, a Michonne y al resto de la gente que fue mordido por un caminante en el torso.
En el episodio estreno de mitad de temporada "Honor", Rick y Michonne organizan con los demás un plan de escape, mientras Alexandría es bombardeada, Michonne y Rick logran esconderse ayudando a llevar a un moribundo Carl quien prevíamente reveló su mordedura, al lograr esconderse Carl como última voluntad le pide a su padre que haga las paces con Negan y los salvadores que hay un futuro que pueden trabajar juntos y también en su honra le pide que lo deje a Siddiq en la comunidad, luego a sus escasos momentos de vida, el hijo de Rick se suicida, dejándole una carta a su padre y también a Negan para que hagan las paces, la muerte de Carl deja totalmente devastado a Rick. En el episodio "The Lost and the Plunderers" Después de enterrar a Carl, Rick y Michonne reúnen los suministros restantes de Alexandría y abandonan la comunidad ya que nuevamente es invadida por caminantes; Michonne intenta evitar que un incendio alcance a un cenador que Carl disfrutó, pero Rick la convence de que lo deje pasar. En el camino, Rick considera lo que Carl le dijo, y por su consejo, se dirige donde Jadis y los carroñeros, que habían presenciado lo que sucedió en el Santuario, mientras se alejan, Rick se toma un momento para detenerse y leer las cartas de Carl, incluida una que le escribió a Negan. Inclinado a contactar a Negan por walkie-talkie, Rick decide informarle que Carl está muerto y que su hijo le escribió una carta a Negan, pidiéndole que dejara de pelear. Negan recibe la noticia, pero Rick jura seguir luchando y matar a Negan. Profundamente entristecido por la muerte de Carl, Negan responde que fue el intenso enfoque de Rick en su guerra con Negan lo que lo llevó a él y que Rick fracasó como líder y como padre. En "The Key" Rick y Michonne regresan a la colonia Hilltop para reagruparse, mientras se arrodilla en la tumba de Glenn para honrarlo, se acerca Daryl y se disculpa con Rick por permitir que los salvadores desalojen el Santuario, lo que provocó los ataques a varias comunidades, pero Rick admite que tampoco quería que nadie muriera, Rick mira la carretera desde un auto estacionado, ve el convoy de Negan acercándose trata de alertar a los demás pero decide ir el solo, Rick lo embiste con el auto y lo comienza a perseguir, durante la persecución el automóvil de Negan termina volcado cubierto con vísceras de caminante y Rick se acerca y aprovecha en dispararle. Negan se escapa a un edificio abandonado con Rick y ambos mantienen una fuerte pelea en la que Negan logra escapar, el oficial corre a fuera pero Negan se ha hido. En el episodio "Do Not Send Us Astray", llega el anochecer y los salvadores atacan Hilltop, hiriendo a varios soldados, Rick llega y logra abatir a varios salvadores, al tener el control las fuerzas combinadas contra el ataque salvador, los salvadores que estaban comandados por Simón fueron obligados a tomar la retírada. l día siguiente, la comunidad de Hilltop entierra a sus muertos y atiende a sus heridos, sin darse cuenta de que los Salvadores habían cubierto sus armas con vísceras de caminante para el ataque. Esa noche, los infectados por la sangre caminante, sucumben a la infección y se convierten en caminantes, atacando a los residentes dormidos de la colonia Hilltop. Los residentes restantes reaccionan rápidamente para derribar a los caminantes, Rick logra descubrir que durante su pelea que tuvo con Negan su bate de béisbol "Lucille" estaba lleno de sangre caminante, Tara insiste en que Dwight todavía es leal a ellos, ya que la herida que ella recibió por parte de una flecha quien le disparó Dwight no estaba contaminada, poco después Rick y los demás descubren que los salvadores prisioneros se dieron a la fuga. En el episodio "Still Gotta Mean Something" Michonne trata de convencer a Rick para que le lean el último mensaje de su hijo Carl, pero no puede venir a hacerlo. En su lugar, decide ubicar a los prisioneros salvadores profugos, y Alden sugiere que visite un bar cercano, Rick sale a buscar a los salvadores prisioneros y se topa con Morgan y ambos llegan a un bar cercano y son capturados por los salvadores liderados por Jared (Joshua Mikel) quien asesino a Benjamin y decide llevarlos ante Negan, pero Rick y Morgan logran arreglarselas para soltarse ya que una horda caminante es atraída por ellos, la horda invade, Rick y Morgan logran salir con éxito y abaten a todos los salvadores prisioneros, al regresar a Hilltop. En su habitación, Rick lee con lágrimas su carta de Carl. En el episodio "Worth", en la colonia de Hilltop, Rick vuelve a leer la carta de su hijo fallecido Carl, insentivando a Rick a terminar la guerra con Negan, comenzar de nuevo y ayudar a reconstruir una sociedad pacífica. En el final de temporada "Wrath" Rick y sus aliados se preparan para lanzar el asalto final contra los Salvadores, en medio de los eventos, Rick tiene un recuerdo de un día antes del apocalipsis que Carl aludió en su última carta a él, donde él y un niño Carl se dan la mano caminando por un camino rural. Rick va a atender a Gracie y se encuentra con Siddiq. Rick pregunta cómo fue mordido Carl; Siddiq le cuenta cómo se mordió Carl mientras honraba a la madre de Siddiq, alguien que nunca conoció. Más tarde, Rick y el grupo revisan y se preparan para ir a investigar los planes de los salvadores, que Gregory había entregado previamente en nombre de Dwight. Sin embargo, no se dan cuenta de que Negan los plantó como un truco para atraparlos. Rick lidera un equipo de scouts para espiar al primer grupo de salvadores mientras establecen un bloqueo de carreteras, logran abatir a los salvadores con éxito en su primera ofensiva, el ejército de Rick avanza al lugar de la emboscada, el silbido comienza igual que la noche en que Glenn y Abraham murieron. Negan llega a Rick a través de walkie para explicar que el grupo de Rick está atrapado. Negan y los Salvadores aparecen en la cima de una colina cercana en una línea masiva y fuego abierto, pero sus armas funcionan mal. Las balas explotan en sus manos, matando a muchos salvadores. A medida que el grupo de Rick se mueve, los Salvadores restantes voluntariamente bajan sus brazos y se rinden, Rick persigue a Negan a un árbol donde cuelgan dos vidrieras; una de las lunas son destruidas por parte de Rick al disparar a Negan, Negan golpea con su Lucille a Rick, en una pelea cuerpo a cuerpo. hasta que Negan logra dominar la pelea. Le dice a Rick que quería volver a matarlo cuando se conocieron por primera vez, pero no pudo hacerlo frente a Carl.91011 Rick dice que puede haber otra manera y convence a Negan de que lo escuche por el bien de Carl, que podría haber un futuro pacífico para ambos. Negan parece estar escuchando y empieza a llorar. Con la guardia de Negan baja, Rick usa un pedazo de vidrio roto le hace un corte ligero en la garganta de Negan mientras los grupos combinados observan desde la distancia. Rick le dice a Siddiq que lo salve, para gran angustia de Maggie; Ella quería ver a Negan sufrir debido a que este asesino a su esposo, Glenn, Michonne restringe a Maggie mientras Rick les dice a las personas reunidas que comenzarán un nuevo mundo, viviendo en paz y que los caminantes son los verdaderos enemigos; afirmando que todas las comunidades, incluidos los salvadores, deben trabajar juntos para sobrevivir. Mientras todos se van, Rick cae contra el árbol y se dice llorando "Mi Piedad prevalece ante mi ira", una escena de flashback que aparece por primera vez en "Mercy" En la enfermería, Rick y Michonne le explican a un Negan en recuperación que pasará el resto de su vida en una celda mientras observa a su comunidad prosperar y hacerle ver al tirano hombre lo equivocado que estaba y que va a formar parte de esto.

### Novena temporada (2018-2019)
Han pasado casi 18 meses desde que Rick derrotó a Negan. En el estreno de esta temporada "A New Beginning" se ve a Rick y a Michonne criando a Judith. Rick lleva a un grupo a los restos de Washington D. C. para rescatar suministros pioneros como arados, canoas, muestras de semillas y un vagón cubierto de un museo. Rick, Daryl y Michonne van al Santuario, trayendo los suministros que recuperaron, ya que los terrenos del Santuario no son tan fértiles como los demás, Daryl ve un grafiti en las paredes que aún proclaman lealtad a Negan. Daryl habla con Rick acerca de que ya no quiere ser el encargado del Santuario. Después de ver el nombre de Negan en el muro del Santuario, Michonne le sugiere a Rick que establezca una carta constitutiva entre la comunidad para actuar como un nuevo código de leyes, al día siguiente, Rick y Michonne visitan Hilltop y Rick trata de que Maggie acepte entregar suministros al Santuario y ayudar a reparar el puente. ella afirma que solo proporcionará suministros si los miembros del Santuario hacen el trabajo en el puente. Maggie le dice a Rick que ya no está siguiendo su camino. Antes de irse, Maggie tiene a Gregory en la horca listo para recibir su castigo como una lección a todos que intenten traicionarla, ya que Gregory intento matar a Maggie para recuperar su liderazgo, Daryl procede como verdugo y lo ejecutan a pesar de sus súplicas del hombre muriendo ahorcado durante el proceso, mientras Rick y Michonne miran a Maggie con horror. En el episodio "The Bridge" Rick habla con un individuo invisible sobre el estado de las comunidades durante el último mes mientras trabajan para reconstruir el puente destruido, más temprano ese día, Rick supervisa el campamento improvisado donde la mayoría de sus aliados cercanos ayudan a velar por los salvadores mientras trabajan para reconstruir el puente, Eugene lo mantiene informado sobre el progreso, notando que no han podido dar cuenta de una media docena de salvadores que han desertado y que planean detonar un bloqueo de carretera más tarde ese día y sus planes para alejar a una horda de caminantes cercana usando sirenas, poco después Rick se da cuenta de que el grupo de hombres en un sitio de registro cercano está en problemas, allí, Daryl ve la horda y ordena a todos que huyan, pero en la prisa, el brazo de Aaron se aplasta bajo un tronco gigante. Rick y los demás llegan para ayudar a defenderlos, permitiendo que Daryl lleve a Aaron a la tienda médica. Enid está desconcertada por la lesión y determina que la única acción que pueden tomar es amputar el brazo de Aaron, la cirugía es exitosa, pero Rick se responsabiliza por la pérdida de Aaron, Rick reprende a Justin por no hacer sonar la alarma, Justin dice que su equipo de radio falló, pero cuando Rick se da cuenta de su mentira se niega a aceptar esta excusa y lo expulsa del grupo. Esa noche, la conversación de Rick continúa, revelándose que la persona con quien conversaba es Negan, que está recluido en una celda dentro de Alexandria, Negan se preocupa poco por cómo Rick está reconstruyendo las comunidades, creyendo que Rick solo está ayudando a reparar el mundo para él. En "Warning Signs", cuando Justin es encontrado muerto, los ánimos comienzan a estallar en el campamento de construcción entre los salvadores y los otros grupos, Rick llega a tiempo para detener cualquier violencia inmediata y promete a los salvadores que se investigara. Rick comienza a hablar con su propia gente para ver si vieron algo, cuando Rick sospecha de que Daryl mato a Justin, Daryl se siente ofendido, Rick decide formar varios equipos para buscar pistas en el área del asesinato de Justin, reagrupándose en el campamento Rick y sus aliados más confiables deciden separarse y buscar nuevamente, pero sin la ayuda de los salvadores, en caso de que tengan la culpa. Rick y Carol salen como un solo grupo, y se encuentran con algunos de los salvadores dirigidos por Jed. Jed sostiene a Carol debajo de un cuchillo, exigiendo que Rick deje caer su arma para que puedan regresar al Santuario de manera segura, pero Carol logra dominar a Jed y apuñalarlo en el hombro. En el episodio "The Obliged" Rick se percata que Maggie se va para Alexandría a matar a Negan, pero Daryl y las de Oceaneside bloquean su señal, cuando el avisa, Rick decide ir a Alexandría para evitar que Maggie mate a Negan pero Daryl llega en su motocicleta y le ofrece llevarlo para enviarlo a un desvío, Rick al darse cuenta baja de la motocicleta y ambos empiezan a pelear y a consecuencia de su pelea los dos caen a un pozo, el cual comienza a infestarse de caminantes, poco después los dos logran salir del pozo cuando escuchan disparos, una horda caminante se acerca al campamento que está en el puente, de pronto, el oficial encuentra un caballo que se había asustado con el sonido de los disparos y procede en usarlo para ir a Alexandría, pero la horda caminante lo abruma lo cual, el caballo se asusta por las dos hordas y crías, golpeando a Rick por la espalda. Rick aterriza con fuerza en un bloque de concreto y encuentra que un pedazo de barra de refuerzo ha empalado su costado y no puede moverse. Rick pierde el conocimiento cuando las dos hordas convergen en él. En su último episodio "What Comes After", Rick se las arregla para levantarse de la barra de refuerzo y regresar a su caballo, apenas aferrándose a la conciencia para alejar a las hordas de caminantes en variantes lugares del campo de la construcción, al obtener suficiente ventaja, encuentra una cabaña abandonada cerca para crear vendajes improvisados, antes de conducir a las hordas hacia el campamento y el puente a medio terminar, a lo largo de todo esto, Rick cae dentro y fuera de la conciencia y tiene visiones oníricas de él tratando de encontrar a su familia, lo que incluye conversaciones con Shane y Hershel. En otra visión, camina hacia un campo lleno de los cuerpos de todos sus amigos que murieron, donde habla con Sasha, quien le recuerda que todo lo que ha hecho ha sido por el bien de todos. Sasha le dice que no encontrará a su familia porque su familia no está perdida, despertándose para encontrarse en el campamento ahora abandonado con los caminantes que lo cierran, Rick sigue guiándolos hacia el puente, se tropieza poco antes del puente, pero como los caminantes están cerca de él, Michonne dirige a un gran grupo de sus aliados para eliminar a los caminantes. Michonne insta a Rick a seguir luchando, y Rick se da cuenta de que Michonne ahora es su familia, pero esto es sólo otra visión; se encuentra solo junto al puente con la horda todavía siguiéndolo. Se levanta y continúa guiando a los caminantes a través del puente a medida que las aguas del río suben. Pero para consternación de Rick, el peso de los caminantes no es suficiente para hacer que el puente se caiga. Justo en ese momento, el grupo de Alexandria llega, matando a los caminantes cerca de Rick, a Maggie le preocupa que si los caminantes se cruzan, continuarán por Hilltop y encabeza a un grupo para que trate de dar la vuelta a la horda, pero Rick los aleja, murmurando para sí mismo que encontró a su familia. Rick ve algo de la dinamita que queda en el puente, y le dispara, destruyendo el puente y la mayor parte de la horda caminante, la horda restante continúa y cae al río. Para sus aliados, Rick parece haberse muerto en la explosión, y varios estallan en lágrimas y dolor por su pérdida, quedando una gran parte del grupo devastados. Anne ve el humo de la explosión y charla a través de los walkie-talkies sobre la acción de Rick mientras un helicóptero aterriza cerca. Ella ve a Rick en la orilla del río, aún con vida, y le dice al piloto que tiene una "B", y convence al helicóptero para que rescate a Rick. Ella y Rick están alejados en el helicóptero

### Fear the Walking Dead

#### Cuarta Temporada (2018)
Rick también aparece en el episodio estreno de la cuarta temporada de la serie compañera Fear the Walking Dead con su aparición cronológicamente siguiendo los eventos del final de la temporada 8 de The Walking Dead. En el episodio, Rick intenta convencer a Morgan Jones para que vuelva con él antes de que Morgan finalmente decida irse solo.

## Desarrollo

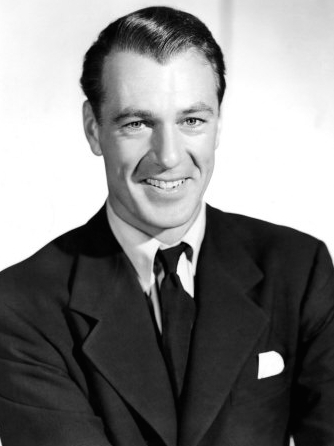
Andrew Lincoln se basó en varios programas de televisión y obras cinematográficas para retratar a Rick Grimes, incluyendo el personaje de Gary Cooper en la película del oeste americano High Noon (1952).

### Casting
Rick Grimes es interpretado por Andrew Lincoln, que fue anunciado como parte de la adaptación televisiva en abril de 2010. Antes de alcanzar el papel, Lincoln no tenía conocimiento previo de la serie de cómics. "Ni siquiera me pongo un guion la primera vez -Tengo lados, porque un gran secreto", ha indicado. "Yo estaba muy intrigado y me puse en la cinta. Volvieron muy rápidamente de Hollywood y me dieron el guion." Lincoln se acercó a una librería (Mega City Comics) en el distrito londinense de Camden, donde el dueño le hizo ver los cómics. "Fue entonces cuando me fui a una tienda de cómics en Camden, y le dije: '¿Has oído hablar de este cómic?'. El propietario me mostró este santuario tenían al cómic, y dijo:" Este es nuestro cómico más popular y exitoso, y en mi opinión, una de las mejores novelas gráficas de los últimos diez años. Fue entonces cuando me metí en ello."
En preparación para el papel, Lincoln buscó una inspiración de la serie dramática estadounidense Breaking Bad, así como la película occidental High Noon (1952). Dado que él sentía que The Walking Dead lo hizo inspirar en obras cinematográficas occidentales, Lincoln encontró ante el peligro de ser muy útil en la proyección de un personaje como el país para Rick Grimes. La actuación de Gary Cooper y la estructura moral de su personaje también fue citado como una influencia; "Él es un hombre dividido entre sus responsabilidades y su matrimonio. Él no es como las figuras cinematográficas de Clint Eastwood. Es más complicado que eso. Él tiene un corazón más suave, por lo que fue sin duda una inspiración para mí también". Lincoln señaló que era difícil de perfeccionar un acento americano del sur. "Trabajé muy duro en el acento", ha indicado. "Supongo que si se le pregunta a uno de los grandes canales en los Estados Unidos para llevar su espectáculo, quiere comenzar conseguir ese derecho. Trabajé duro en no sólo el acento, sino también de ser estadounidense y entrar en la sensación de eso". Viajó a Atlanta tres semanas antes de la producción de la primera temporada comenzó, y trabajó con un entrenador de dialecto mientras que hay. A pesar de que se requiere capacitación del uso de las pistolas, Lincoln tenía experiencia previa con el entrenamiento de armas cuando grabó una serie británica de televisión Strike Back.
El productor ejecutivo Gale Anne Hurd inicialmente no esperaba que Lincoln pueda encarnar a Rick Grimes. Al escuchar el anuncio, el escritor Robert Kirkman sintió que Lincoln era un "hallazgo increíble" y ha añadido lo que él encarnaba con precisión las características de Rick Grimes. "Encarnar a Rick Grimes mes tras mes basado en los cómics, no tenía ni idea de que esto iba a hacerse realidad que este personaje ahora sea de carne y hueso, y sin embargo, aquí está. No podría estar más encantado de cómo este espectáculo se está uniendo." A pesar de que inicialmente se sorprendió al enterarse del concepto de The Walking Dead, Lincoln pensaba que el guion de "Days Gone Bye" fue bien escrito. Afirmó: ".. Lo leí y me pareció que estaba bien escrito, y me puse en la cinta sólo para una escena que no sabía que estaba involucrado en este momento" Al día siguiente, lo llamaron a Lincoln para el desarrollo de la prueba piloto, al que Lincoln llamó "algo así como una lista de sueños".

### Caracterización
| Rick es un oficial de policía mucho más realista. Siempre me imaginé Rick Grimes no era un oficial de policía que había utilizado su arma muy a menudo. No era más que uno de esos tipos que básicamente, solo camina por la tienda de la malta local y se asegura de que los niños estén totalmente seguros dentro de sus hogares.——Robert Kirkman |

Rick Grimes ha sido descrito como un hombre que tiene mucha relevancia en las normas morales. Lincoln revela lo siguiente: "Sus intenciones son buenas, aunque sus decisiones que pueden ser malas en muchas ocasiones- Él es complicado y defectuoso, lo que me parece fascinante, ya que lo hace humano El tipo de persona que se desgasta con el tiempo debido al mundo en que el vive, y todo esta en declive. más satisfactorio que interpretar a un personaje que cambia de forma irrevocable, por lo que me abrazo a todo eso. " Lincoln añadió que Grimes era un líder un tanto inflexible, que opinó potencialmente que arriesgaba demasiado a su grupo. A pesar de estas afirmaciones, afirmó que las complejidades le han moldeado en un personaje decisivo y peculiar. "También creo que la inflexibilidad de Rick es tanto una parte de su carácter y una reacción a lo que está sucediendo a su alrededor. Esta situación ha traído cualidades en las personas que son buenas y horribles. Y ciertamente, como yo encarno el personaje me sentí Rick [constantemente] necesitaba tener una misión, de lo contrario sólo estaba estancando. Ustedes miran esto en varios personajes. Tienen que mantenerse en movimiento. Sin un horizonte, que platija. Y fue una gran convocatoria de Rick para ir a la CDC en el quinto episodio, lo que él estaba buscando a largo plazo. Me parece algo admirable, porque él está buscando para el futuro de su familia, una cura, y una esperanza".
En ambos medios, Grimes adopta un carácter más oscuro y firme como la historia avanza. En el cómic, se enfrenta a lidiar contra un asesino psicópata que afirma la vida de dos miembros del grupo, así como un intento de suicidio indirectamente provocado por su amigo cercano y de confianza. Quizás el momento más importante, él es finalmente sometido a tortura física y mental por el Gobernador como consecuencia de la vulnerabilidad y la confianza equivocada, en última instancia, lo que le hace convertirse lisiado y causando la muerte de muchos miembros del grupo, incluyendo a su esposa y su hija recién nacida. El primer testimonio a mano del salvajismo a su alrededor le lleva a adaptarse gradualmente una mentalidad más retorcida y trastornada, convirtiéndose en un ser menos sensible y con más ansias de violencia y muerte (a veces brutalmente asesinar o mutilar personas). Del mismo modo, su perspectiva se vuelve cada vez más engañado, ya que su disminución de la confianza en las personas y la disminución de nivel de tolerancia le lleva a varios problemas en lo que pone en riesgo la vida de muchos inocentes. Esto se muestra específicamente como Rick lucha cuando el tiempo está dando la oportunidad de volver a la normalidad. Él sin embargo se demuestra que es muy protector de los que han sufrido junto a él y lo más importante el amor de su hijo, Carl, con quien es cariñoso y atento a él en un momento y en otros es frío y distante con él. Más adelante en la serie, después de la muerte de su esposa y su hijo sufre de amnesia después de recibir un disparo, su gran amiga Andrea lo ayuda a ver un futuro mejor para la comunidad que residen en la llamada Alexandría y Rick comienza a elevar su posición de liderazgo, así como de inicio en una relación con ella.A continuación, comienza una red de comercio con otras comunidades, que se ve amenazada por la tiranía de Negan que finalmente a quien en lugar de matarlo lo sometió y lo encarcelado. Él sigue creciendo y ampliando su comunidad, y creando perímetros de seguridad alrededor de Washington D. C. para viajar a otras comunidades y de esa manera restaurar la civilización.
En la segunda temporada de The Walking Dead Rick empieza a desarrollar su liderazgo. Kirkman discernió que la segunda temporada giraba en torno a la capacidad de Grimes a emerger como un líder lleno de fe, lo que demuestra que él puede proteger al grupo. Él continuo: "Esto es una cosa más emergente donde se ve que este es un tipo que se preocupa por los suyos cuando hay una amenaza de seres vivos y a la vez de zombies, pero también se preocupa por la gente de alrededor. Él va a retener parte de la humanidad, y eso es muy importante para estos personajes. Hace que Rick pueda estar equilibrado y con los hombros por encima de otras personas, como Shane, en este mundo." El cambio gradual se atribuye en gran parte a la muerte de Sophia Peletier, a quien le disparó después de que ella se había convertido en una caminante en "Pretty Much Dead Already". Estas características se hacen más prominentes en "Nebraska", y de nuevo en "18 Miles Out". Robert Kirkman consideró que "Nebraska" demostró que Rick Grimes no era delirante, como Shane lo acusó de ser.
El final de este episodio demuestra a Rick que ese no es el caso. Toda esta temporada ha sido líder hasta el momento en el que le disparó a los dos hombres. Shane ha estado golpeando en la cabeza que no es apto para este mundo y tiene que ser un hombre más duro y ser capaz de tomar las decisiones difíciles. Durante los dos últimos episodios, hemos visto que Rick fue el que tuvo que intervenir y disparar a Sophia cuando nadie más puede hacerlo. Lo hemos visto en un abrir y cerrar de ojos, eliminando a dos sujetos que eran una clara amenaza para él y todos los demás que está a su alrededor. Este es realmente el comienzo de Rick emergiendo como un líder claro y respondiendo a esa cosa que Shane ha estado diciendo todo este tiempo.
Tras la muerte de su esposa en la serie de televisión, Rick comienza a entrar a una crisis nerviosa hasta el punto de renunciar a su posición de liderazgo en la comunidad penitenciaria para el final de la tercera temporada. Al comienzo de la cuarta temporada, Lincoln describió a Rick como un hombre "reprimir su brutalidad por el bien de su hijo". Sin embargo, al final de la cuarta temporada después de perder la prisión y el sufrimiento de más pérdidas, describió a Rick como "un hombre de aceptar la brutalidad por el bien de su hijo", siguiendo de cerca al cómic en el que le muerde la yugular de un bandido merodeador (Joe) que amenazaba con él y otro que intento abusar sexualmente de su hijo al que repetidas veces lo asesino a puñaladas. Se evaluó además que "Rick es un hombre que ha hecho las paces con la brutalidad dentro de él que es inherente a él junto con el sentido moral que es tan válido de una parte de él. Rick es psicológicamente más fuerte que jamás haya sido. Porque él se dio cuenta de que la única manera de mantenerse con vida y para mantener a su hijo con vida en este nuevo mundo. es abrazando activamente a todos los lados de su personalidad como el contraste, la furia y la rabia".
En la quinta temporada, Andrew Lincoln afirmó que "Rick esta en el lugar más completo que ha estado desde que el apocalipsis comenzó. Es un hombre que no duda de sí mismo nunca más, y él aceptó su brutalidad tanto como su humanidad. Así que creo que está en un lugar increíblemente poderoso y peligroso". También lo describe como un líder, una vez más, que es mucho más inflexible como él "involucra demasiado a los miembros del grupo a sitios más oscuros y brutales." Entertainment Weekly evaluó que "Se trata de los espectadores de Rick que seguramente necesitan después de verlo abatidos durante dos temporadas después de tener algo muy malo en el mundo a pasar con él. Y es el Rick que el resto de los supervivientes necesitan para poder sobrevivir".

## Recepción

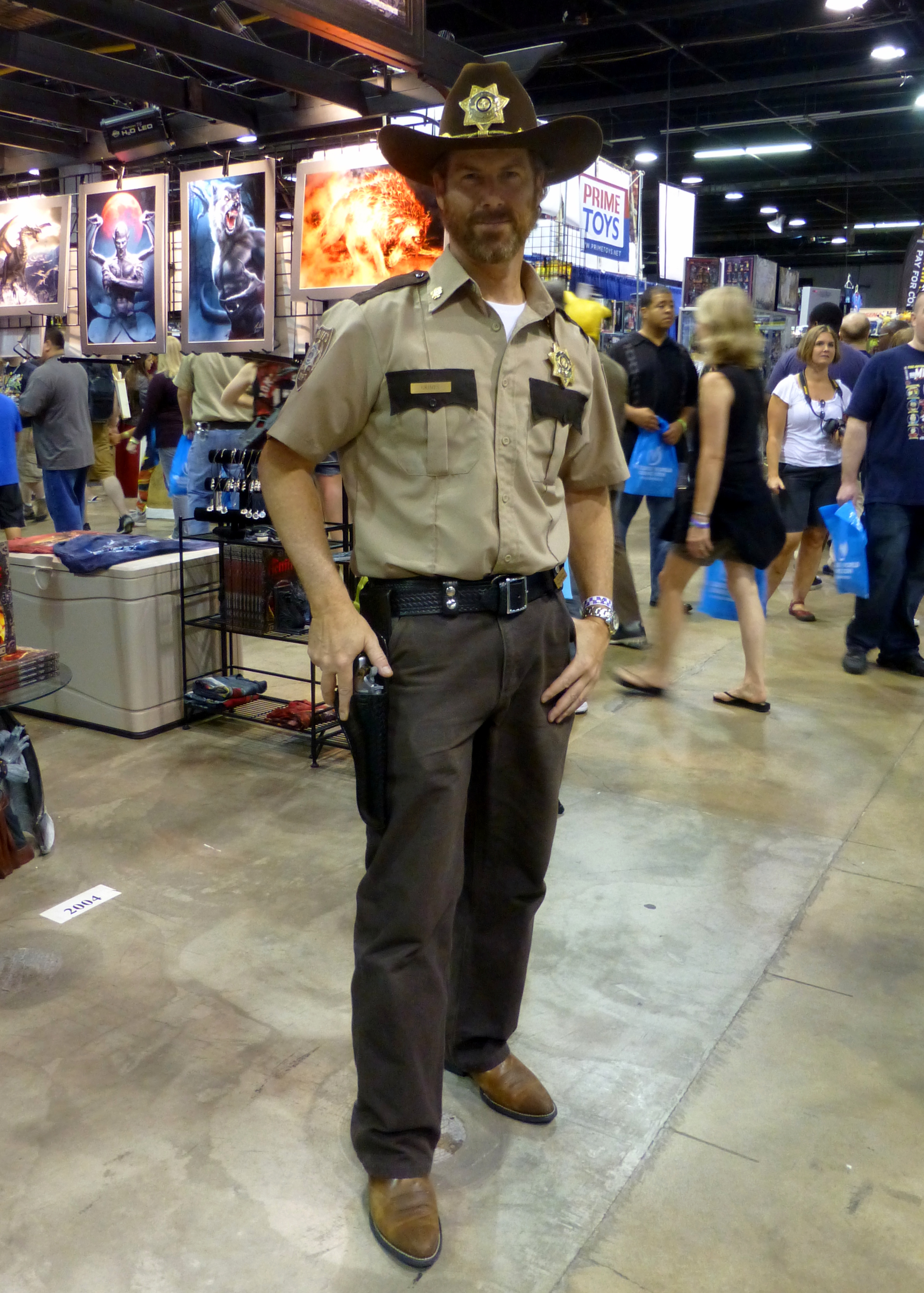
Un cosplayer vestido con el uniforme de policía de Rick Grimes en el Wizard World Chicago 2015

### Crítica
Rick Grimes fue nombrado el #26 de Top héroe de cómic por IGN, y la imagen de Lincoln de Rick Grimes ha sido en general bien recibida por los comentaristas de televisión y en muchas audiencias. Fue nominado para un Premio Saturn en la categoría de Mejor Actor de Televisión. Eric Goldman de IGN dijo que Lincoln encaja en el personaje muy bien; "Durante gran parte del episodio piloto, que es por su cuenta y se respira muy real el personaje, emociónalmente conmocionado, como Rick intenta procesar lo que está viendo." A pesar de que citó que su acento era "poco fiable" en la instalación del episodio piloto, Leonard Pierce de The AV Club observó que Lincoln hizo una actuación más relajada que la serie avanzaba. "Su lenguaje corporal y la expresión aquí es totalmente diferente ahora que cuando lo vimos antes. Él es un principiante rápido."
Cuando la segunda temporada comenzó, los críticos se hicieron interesados en el desarrollo del carácter de Grimes en varios episodios, sobre todo en "Nebraska". Revisando el episodio, Los Angeles Times 'Gina McIntyre sintió que Rick desarrollo la justificación de su carácter, mientras que Zach Handlen de The AV Club observó que Rick estaba transformando en "algo de un tipo duro". Handlen añadió que marcó un punto de frialdad en Grimes, que estableció su posición "como un tipo que puede hacer lo que hay que hacer." Scott Meslow de The Atlantic, comentó que "no es el sorprendentemente rápido, desenlace violento, cuando Rick desenvaino el arma abajo de Dave y Tony antes de que ellos sacaran sus armas. Es una acción necesaria, dadas las circunstancias, pero también suena en un cambio honesto para nuestro héroe, que, habiendo eliminado a una zombificada Sophia, parece haber desarrollado un nuevo reconocimiento de la crueldad y el egocentrismo que puede tomar para sobrevivir en este nuevo orden mundial."
Las crecientes tensiones entre Rick Grimes y Shane Walsh han sido bien recibidas por los críticos de televisión. En una revisión de "Bloodletting", Joe Oesterle de Mania.com elogió bien las actuaciones de Lincoln y Bernthal. Oesterle escribió, "Andrew Lincoln y Jon Bernthal dieron una demanda de la actuación y me pareció interesante cómo el personaje de Rick empezó a buscar y caminar un poco después de la donación de sangre. Las escenas entre los dos hombres se movían, y si ustedes escuchan de cerca se podía descifrar las principales diferencias entre estos dos oficiales de policía. Rick es atado y decidido a volver al lado de su mujer y le hizo saber que su hijo está en peligro de muerte, sin dudar de su propia capacidad para completar con éxito el misión, mientras que Shane, por otro lado no es tan heroico ".
Varios críticos alabaron las interacciones de Grimes con Walsh en "18 Miles Out". Escribiendo para la CNN, Henry Hanks dijo que "Rick dejó claro a Shane que tenía que respetar sus normas a partir de ahora." Alex Crumb de La Faster Times, evaluó su confrontación física como "totalmente satisfactoria", mientras que el escritor de la Entertainment Weekly Darren Franich agradeció la escena de la pelea que involucra a Grimes y Walsh; "La pelea de Shane y Rick era genial, una riña brillantemente extendida que comenzó de manera estupenda, pero se intensificó rápidamente en algo genuinamente homicida." Berriman de SFX sumo lo siguiente: "Es impactante cuando Shane Lanza una llave a la cabeza de Rick, pero aún más impactante es que Rick está preparado para cortar y correr y dejarlo por muerto. cambio de corazón, Rick cuando mira hacia abajo a los dos caminantes muertos en el suelo le recordó la amistad entre él y su ex-colega es un momento muy bien jugado, lo que dice mucho sin una sola línea de diálogo que se pronunció. El hecho de que, ha llegado el final, él está dispuesto a confiar en Shane de nuevo después de todo lo que ha pasado entre ellos es realmente conmovedor."
Por el inicio de la tercera temporada, el arco de personaje de Rick le convirtió en una persona más cínica, despiadada, y totalmente de un corazón duro cansado del mundo. Erik Kain de Forbes dijo que Rick comenzó como "la voz de la razón, una presencia tranquila, y un líder serio" en las dos primeras temporadas, pero se había convertido en un "anti-héroe" de la tercera temporada. Tom Ward, de Esquire señaló que Rick era casi un hombre completamente diferente al final de la quinta temporada: "Él puede parecerse al agente de la ley de corte limpio de la primera temporada, pero por dentro, 'cosas' y 'cosas' han cambiado en el hombre con el mayor recuento de matar zombis en la historia... ¿Rick ha hido convertirse en el villano de la serie? Después de que Rick y su grupo asesinaran sin piedad los miembros de Terminus, Andrew Lincoln expresó que "En las temporadas 1, 2 y 3, y la mitad de 4, Rick era un hombre que restringía bien o negaba una parte brutal de su personalidad, con el fin de que sus hijos crezcan y con suerte, tener un padre que era moralmente en su totalidad. Un padre que podría dar un buen sistema de valores a sus hijos. La diferencia en la quinta temporada en la que el no cesaba de creer en un refugio seguro."

## Premios y nominaciones
| Premios      | - Mejor Héroe en IGN Summer Movie Awards (2010) - Satellite Awards por mejor personaje (2012) - El Antiheroe favorito People's Choice Awards - Saturn Award por mejor actor en televisión (2015) |
| Nominaciones | - Saturn Award por mejor actor en televisión (2011) - Scream Award por mejor actor de horror (2011) - Saturn Award por mejor actor en televisión (2013) - Critics' Choice Television Award por mejor actor en series dramáticas (2013) - TV Guide Awards por mejor actor en ficción en televisión, mejor personaje de fantasías (2013) - People's Choice Awards por mejor actor de ficción (2014) - Ewwy Award por mejor actor (2015) |